# Ozias Humphrey
Ozias Humphrey (ou Humphry) (Honiton, 8 de setembro de 1742 – Hampstead, 9 de março de 1810) foi um proeminente pintor inglês de retratos em miniatura no início e depois de pintura a óleo e pintura a pastel durante o século XVIII. Em 1791 foi eleito para a Academia Real e em 1792 pintou um retrato pastel do rei.

## Biografia

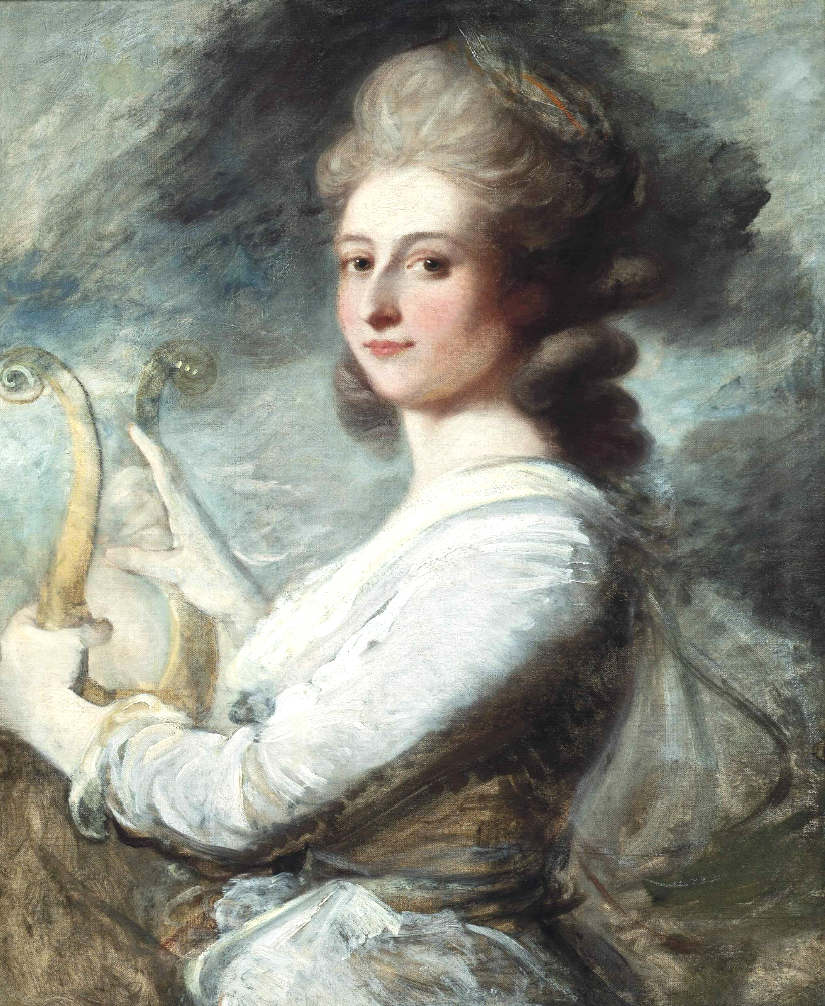
Retrato da cantora e atriz de ópera 'Signora Sestini' de Ozias Humphry, retratada como Terpsícore, Musa da Dança, tocando uma lira

Ozias Humphrey nasceu e foi educado em Honiton, Devon, Inglaterra. Ele logo foi atraído pela galeria de moldes aberta pelo Duque de Richmond e foi para Londres estudar arte na Shipley's School. Também estudou arte em Bath —completou seu estágio em 1762—, onde conheceu Thomas Linley. Seus talentos foram promovidos por Thomas Gainsborough e Sir Joshua Reynolds, entre outros. Seus problemas de visão, que eventualmente o levaram à cegueira, começaram na década de 1760, obrigando-o a pintar grandes obras em óleo ou pastel.

### Itália
Humphrey viajou para a Itália em 1773 com seu bom amigo George Romney. No caminho, eles pararam na Knole House, onde o duque de Dorset encomendou várias obras dele. Ficou na Itália até 1777. Em seu retorno, seus numerosos temas incluíam retratos de George Stubbs (1777), o acadêmico Dominic Serres, o químico Joseph Priestley.

### Índia
De 1785 a 1787 Humphrey viajou para a Índia, onde criou várias miniaturas e esboços. Ele foi eleito para a Academia Real em 1791. Em 1792 ele foi contratado para fazer um retrato do rei a lápis; a maioria de seus muitos retratos da família real ainda estão na coleção real.
Ele finalmente perdeu a visão completamente em 1797 e morreu em 1810 em Hampstead, norte de Londres. A maioria de seus bens passou para seu filho natural William Upcott, um colecionador de livros. Então o museu britânico comprou dele um grande número de documentos sobre Humphrey.